# Пуэбло-Нуэво-Солистауакан (муниципалитет)
Пуэ́бло-Нуэ́во-Солистауака́н (исп. Pueblo Nuevo Solistahuacán) — муниципалитет в Мексике, штат Чьяпас, с административным центром в одноимённом посёлке. Численность населения, по данным переписи 2020 года, составила 29 636 человек.

## Общие сведения
Название составное: Pueblo Nuevo с испанского — новое поселение, а Solistahuacán с языка науатль можно перевести как — место тех, у кого есть оружие из кремния.
Площадь муниципалитета равна 177,7 км², что составляет 0,2 % от площади штата, а наиболее высоко расположенное поселение Лос-Портильос, находится на высоте 1960 метров.
Он граничит с другими муниципалитетами Чьяпаса: на севере с Аматаном, на востоке с Уитьюпаном, Симоховелем и Сан-Андрес-Дурасналем, на юге с Хитотолем, на западе с Ринкон-Чамула-Сан-Педро и Исуатаном.

## Учреждение и состав
Муниципалитет был образован 23 ноября 1922 года. В сентябре 2017 года от него был отделён муниципалитет Ринкон-Чамула-Сан-Педро.
По данным 2020 года в его состав входит 73 населённый пункта, самые крупные из которых:
| Код INEGI                  | Населённый пункт | Численность населения (2005 год) | Численность населения (2010 год) | Численность населения (2020 год) |
| -------------------------- | --- | -------------------------------- | -------------------------------- | -------------------------------- |
| 072                        | Всего | 27832                            | 31075                            | 29636                            |
| 0001                       | Пуэбло-Нуэво-Солистауакан (исп. Pueblo Nuevo Solistahuacán) 17°09′27″ с. ш. 92°53′50″ з. д. (административный центр) | 8989                             | 10043                            | 12805                            |
| 0061                       | Сан-Хосе-Чапаяль (исп. San José Chapayal) 17°18′02″ с. ш. 92°53′25″ з. д.                                            | 1575                             | 2059                             | 2350                             |
| 0006                       | Арройо-Гранде (исп. Arroyo Grande) 17°11′22″ с. ш. 92°52′16″ з. д.                                                   | 1090                             | 1172                             | 1294                             |
| 0076                       | Сонора (исп. Sonora) 17°10′22″ с. ш. 92°50′11″ з. д.                                                                 | 753                              | 845                              | 1085                             |
| 0007                       | Аурора-Эрмита (исп. Aurora Ermita) 17°14′06″ с. ш. 92°52′20″ з. д.                                                   | 886                              | 1136                             | 914                              |
| 0068                       | Сан-Рафаэль (исп. San Rafael) 17°12′03″ с. ш. 92°46′52″ з. д.                                                        | 580                              | 501                              | 891                              |
| 0046                       | Аньо-де-Хуарес (исп. Año de Juárez) 17°15′40″ с. ш. 92°50′42″ з. д.                                                  | 624                              | 665                              | 837                              |
| 0033                       | Ласаро-Карденас (исп. Lázaro Cárdenas) 17°11′28″ с. ш. 92°50′14″ з. д.                                               | 593                              | 607                              | 711                              |
| —                          | Прочие | 12742                            | 14047                            | 8749                             |
| Названия на карте Генштаба | |                                  |                                  |                                  |

## Экономическая деятельность
По статистическим данным 2000 года, работоспособное население занято по секторам экономики в следующих пропорциях:
- сельское хозяйство, скотоводство и рыбная ловля — 74,7 %;
- промышленность и строительство — 8,2 %;
- торговля, сферы услуг и туризма — 15,3 %;
- безработные — 1,8 %.

## Инфраструктура
По статистическим данным 2020 года, инфраструктура развита следующим образом:
- электрификация: 98,8 %;
- водоснабжение: 30,4 %;
- водоотведение: 94 %.

## Туризм
Основными достопримечательностями считаются пейзажи местных ландшафтов.